# Stortjärnen (Edefors socken, Norrbotten, 735456-172115)
Stortjärnen är en sjö i Bodens kommun i Norrbotten och ingår i Luleälvens huvudavrinningsområde. Sjön har en area på 0,0537 kvadratkilometer och ligger 161,2 meter över havet.

## Delavrinningsområde
Stortjärnen ingår i det delavrinningsområde (735234-172138) som SMHI kallar för Ovan Kvarnbäcken. Medelhöjden är 144 meter över havet och ytan är 5,88 kvadratkilometer. Räknas de 30 avrinningsområdena uppströms in blir den ackumulerade arean 637,66 kvadratkilometer. Bodträskån (Jåkkåjaurebäcken) som avvattnar avrinningsområdet har biflödesordning 2, vilket innebär att vattnet flödar genom totalt 2 vattendrag innan det når havet efter 108 kilometer. Avrinningsområdet består mestadels av skog (80 procent). Avrinningsområdet har 0,05 kvadratkilometer vattenytor vilket ger det en sjöprocent på 0,9 procent.